# 廖述宗
廖述宗（英語：Shutsung Liao，1931年6月1日—2014年7月20日），生於臺灣臺南，生前為芝加哥大學榮譽教授、中研院院士、美國藝術與科學院院士、生物化學家、分子生物醫學家、台灣獨立運動推動者，知名於攝護腺癌與男性荷爾蒙的科學研究、北美洲台灣人教授協會（North America Taiwanese Professors' Association，簡稱NATPA）的創會以及陳文成事件調查。

## 生平
廖述宗在1931年6月1日生於日治台灣臺南州臺南市，為知名臺灣畫家廖繼春的三子，臺灣地質學家林朝棨的姪子。高中畢業於臺中一中，就讀期間曾在學校旁的操場目睹二二八事件的集體槍決。大學考入國立臺灣大學農業化學系，曾轉入醫學系但反悔回到農化系，1953年學士畢業，於1956年碩士畢業後赴美求學。1957年偶然受到芝加哥大學生化學者Paul Talalay的邀請，從康乃爾大學轉入芝加哥大學就讀生物化學與分子生物博士。1961年博士畢業後，至芝加哥大學Ben May癌症研究中心1966年諾貝爾獎得主Charles Huggins的實驗室擔任研究員，研究攝護腺癌症。1962年成為芝加哥大學生物化學系的助理教授，1969年升為副教授，1972年升為正教授。學術生涯以男性荷爾蒙與攝護腺癌症研究最為著稱，生前持續從事分子生物醫學研究，於1993年獲得台灣醫學會杜聰明獎，1994年成為台灣中央研究院生命科學組第20屆院士，1997年成為美國藝術與科學院院士。
廖述宗自1975年開始籌劃海外台灣獨立運動組織北美洲台灣人教授協會，在1980年組織正式創立。1981年7月3日，發生陳文成教授命案，廖述宗與NATPA邀請芝大教授兼市府首席法醫克納許 Dr. Robert H. Kirschner並聯繫法醫賽瑞爾·魏契協助調查，推動美國國會舉行陳文成案調查聽證會，調查後做出案件為「謀殺」而非「自殺」的結論。

## 逝世
廖述宗2014年7月20日於美國芝加哥海德公園逝世後，北美洲台灣人教授協會為紀念創會會長，成立NATPA廖述宗教授紀念獎表彰「長期耕耘，並對台灣有卓越貢獻」，或「有潛力為台灣做出重大貢獻」的海內外台灣人。同時成立NATPA廖述宗教授研究獎，獎助台灣研究相關的論文。